# 伊万·托梅恰克
伊万·托梅恰克（1989年12月7日—）是一位克羅地亞足球運動員。在場上的位置是右後衛。他現在效力於克羅地亞足球甲級聯賽球隊里耶卡足球俱樂部。他也代表克羅地亞國家足球隊參賽。